# Chorizopes bengalensis
Chorizopes bengalensis är en spindelart som beskrevs av Benoy Krishna Tikader 1975. Chorizopes bengalensis ingår i släktet Chorizopes och familjen hjulspindlar. Inga underarter finns listade i Catalogue of Life.